# くらしケア
くらしケア（英語: Kurashicare Co. Ltd.）は、訪問看護師を中心に障がい者と家族の在宅生活を総合的に支援する法人である。

## 概要
障害者が抱える生活上の様々な課題を、医療、福祉をはじめ、ファイナンスや住まい、各種法的手続きの代行支援などを通じて、課題解消に取り組む。
2011年（平成23年）に、空き家活用を提案する会社として設立された。
空き家活用を通じて障害者や高齢者の住まいの確保に携わるなか、障害を持つ子の親が抱える将来的な課題解消の必要性を感じ、2015年（平成27年）に社名変更し現在の事業へと転換した。
主に統合失調症やうつ病、発達障害など精神障害のある方への訪問（アウトリーチ）によりリハビリテーションおよび自立支援ならびに地域移行支援行う。
本社は岐阜県岐阜市。拠点として岐阜県内に3ヶ所、愛知県に2ヶ所。（ただし、登記上の本店は名古屋市千種区小松町6丁目11番地3である。）
対応エリアは岐阜市、各務原市、羽島市、大垣市、瑞穂市、岐南町、笠松町、愛知県名古屋市、春日井市、小牧市、一宮市など。
従事者の大半は看護師や保健師などの医療職である。
訪問看護事業、相談支援事業、居住支援事業を組み合わせることで、障害者と家族の総合的な支援を行っている。

## 沿革
- 2011年（平成23年）11月　空き家の有効活用および障害者等への居住支援を目的に住健トラスト株式会社を設立
- 2012年（平成24年） 1月　宅地建物取引業（愛知県知事）免許取得
- 2013年（平成25年） 9月　空き家活用モデル（くらしケアハウジングサポートの原型）が愛知県経営革新計画に認定
- 2015年（平成27年）10月　障がい者の生活全般の支援を目的に住健トラストからくらしケアへ社名変更
- 2016年（平成28年） 2月　くらしケア岐阜訪問看護ステーションおよびくらしケア介護障がい相談センターを開所（岐阜市茜部）
- 2016年（平成28年）10月　くらしケア各務原訪問看護ステーション岐阜サテライトを開所（岐阜県各務原市前洞新町）
- 2017年（平成29年） 4月　くらしケア介護障がい相談センターが岐阜市障害者支援強化事業の委託先に指定
- 2018年（平成30年） 2月　くらしケア介護障がい相談センター名古屋を開所（名古屋市千種区小松町）
- 2018年（平成30年） 4月　岐阜市中鶉2丁目15番地1へ移転し岐阜本部とする
- 2018年（平成30年） 6月　医療的ケア児向け通所施設「ここぱーく」を開所
- 2018年（平成30年） 11月　住宅確保要配慮者居住支援法人として岐阜県の指定を受ける
- 2019年（平成31年）１月　くらしケア名古屋訪問看護ステーションを開所（名古屋市千種区小松町）
- 2019年（令和元年） 7月　くらしケア春日井訪問看護ステーションを開所（愛知県春日井市上条町）
- 2019年（令和元年） 8月　 住宅確保要配慮者居住支援法人として愛知県の指定を受ける
- 2019年（令和元年） 8月　くらしケア大垣訪問看護ステーションを開所（岐阜県大垣市林町）
- 2019年（令和元年） 10月　家賃債務保証会社として国土交通大臣（１）第68号に登録
- 2020年（令和2年） 3月　岐阜市六条東２丁目１番３号に法人本部を移転
- 2020年（令和2年） 4月　ここぱーくを株式会社ウイングルに事業継承

## 特色
- 代表者が障害当事者である。
- 障害者の住まいの課題に対応するための居住支援を行う。保証人が居ない障害者のために家賃債務保証サービスを提供する。